# Operacja Himmler

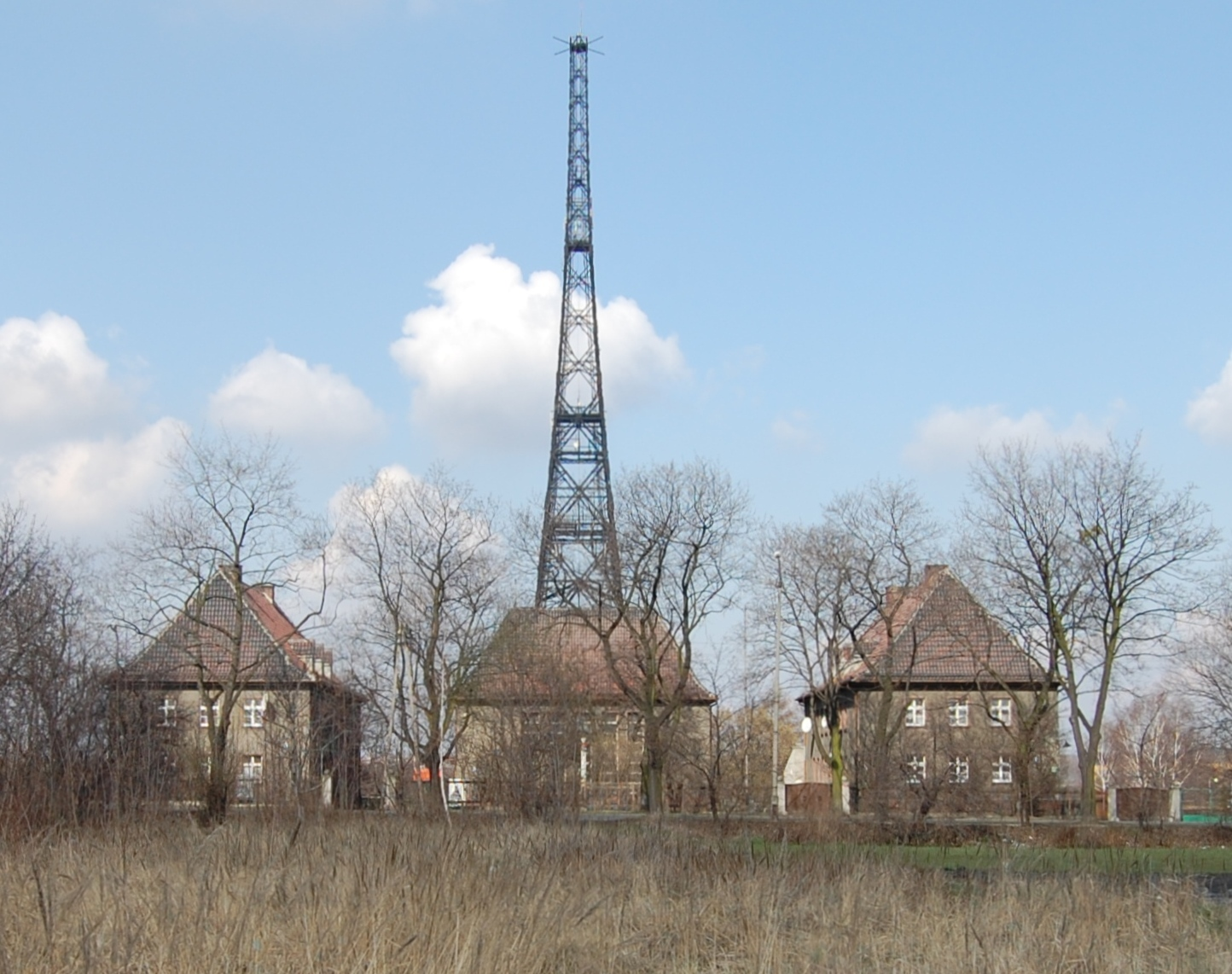
Radiostacja w Gliwicach – najbardziej znany cel operacji Himmler

Operacja Himmler – niemiecka akcja dywersyjna typu false flag, obejmująca serię sfingowanych ataków, które miały stworzyć pretekst do agresji na Polskę. Były to działania dywersyjne przeprowadzone w przeddzień rozpoczęcia II wojny światowej, 31 sierpnia 1939 roku, przez oddziały specjalne służby bezpieczeństwa III Rzeszy w 39 punktach wzdłuż granicy polsko-niemieckiej, a także w pierwszych dniach wojny na terenach przygranicznych po stronie polskiej. Ich celem było obarczenie Polski winą za wybuch wojny w oczach opinii międzynarodowej poprzez ataki na niemieckie obiekty i ludność cywilną. Miało to również stanowić pretekst dla Francji i Wielkiej Brytanii do zaniechania wypełnienia zobowiązań sojuszniczych wobec Polski. 
Najbardziej znanym incydentem operacji „Himmler” była prowokacja gliwicka, przeprowadzona 31 sierpnia 1939 roku o godz. 20:00 na niemiecką radiostację w Gliwicach. Atak ten, upozorowany na działanie Polaków, został wykorzystany przez niemiecką propagandę jako główny „dowód polskich prowokacji”. W ramach operacji „Himmler” zorganizowano także inne incydenty, m.in. sfingowane napaści rzekomych powstańców śląskich i polskiego wojska na niemiecki urząd celny w Stodołach (niem. Hochlinden; dziś część Rybnika), na leśniczówkę w Byczynie (niem. Pitschen) niedaleko Kluczborka oraz incydent jabłonkowski. Wydarzenia te, określane w historiografii mianem większej „operacji Tannenberg”, miały na celu uzasadnienie planowanej inwazji na Polskę.
Po rozpoczęciu wojny operacja „Himmler” była kontynuowana na terenach przygranicznych, a najbardziej znanym wydarzeniem tego etapu była tzw. krwawa niedziela (niem. Bromberger Blutsonntag), która miała miejsce 3 września 1939 roku w Bydgoszczy. Niemiecka strategia opierała się na stworzeniu pozorów polskiej agresji, zgodnie z zapowiedzią Hitlera, który tydzień przed rozpoczęciem wojny stwierdził, że dostarczy światu pretekst do ataku, a po zwycięstwie nikt nie będzie kwestionował jego zasadności. Już na etapie planowania ataku Hitler zakładał wykorzystanie sfingowanych „prowokacji polskich”, które miały stworzyć wrażenie, że to Polska stanowiła stronę agresywną. W rzeczywistości, seria upozorowanych incydentów na granicy polsko-niemieckiej, przeprowadzonych w ostatnich dniach sierpnia 1939, odegrała istotną rolę w eskalacji napięcia – atmosfery celowo podsycanej przez niemiecką propagandę, aby przygotować grunt pod napaść.

## Kalendarium
Hitler, zdeterminowany, by rozpocząć wojnę z Polską, potrzebował pretekstu, który pozwoliłby mu to uczynić bez formalnego naruszenia prawa międzynarodowego. Gdyby Niemcy mogły przedstawić dowody rzekomej agresji polskiej, Wielka Brytania i Francja nie miałyby podstaw do wypowiedzenia wojny. Hitler postanowił sfingować takie działania poprzez przeprowadzenie serii upozorowanych incydentów na granicy niemiecko-polskiej w nocy poprzedzającej inwazję na Polskę. Chociaż poinformował o tym planie najwyższe dowództwo wojskowe, do jego realizacji wyznaczył Reichsführera-SS Heinricha Himmlera. Już na początku sierpnia Himmler otrzymał rozkaz przygotowania do wojny z Polską. W odpowiedzi Himmler powierzył to zadanie Reinhardowi Heydrichowi – wówczas 35-letniemu szefowi zarówno dowódca Policji Bezpieczeństwa (Sicherheitspolizei; Sipo), jak i Służby Bezpieczeństwa (Sicherheitsdienst; SD). 
Heydrich z entuzjazmem przyjął to zadanie – sam zresztą był autorem pomysłu prowokacji granicznych. Zarówno on, jak i Himmler forsowali tę ideę u Hitlera, który jako jedyny mógł ją zatwierdzić. Dla ambitnego Heydricha kluczowe było również to, że decyzja Führera powierzała jego służbom bezpieczeństwa całkowite dowództwo nad operacją, a Abwehra – kierowana przez jego rywala, admirała Wilhelma Canarisa – została zepchnięta do roli pomocniczej. Heydrich nie zwlekał z realizacją planu. W krąg wtajemniczonych Heydrich włączył jednego ze swych najbliższych współpracowników w RSHA – szefa Gestapo SS-Gruppenführera (lub SS-Oberführerera) Heinricha Müllera. Po zatwierdzeniu planu działań Heydrich i Müller przystąpili do kompletowania kadry dowódczej grup bojowych, które miały zostać zaangażowane w planowaną operację. Byli to:
- SS-Obersturmbannführer Otto Hellwig – komendant szkoły Policji Bezpieczeństwa w Berlinie-Charlottenburgu[9],
- SS-Standartenführer Hans Trummler – komendant szkoły Policji Granicznej (Grenzpolizei) w Pretsch nad Łabą[9],
- SS-Oberführer Otto Rasch – szef Policji Bezpieczeństwa i SD w Górnej Austrii z siedzibą w Linzu[9],
- SS-Oberführer Herbert Mehlhorn – dawniej w SD-Hauptamt, aktualnie przydzielony do misji zagranicznych SS i stacjonujący w Bratysławie (wówczas okupowana Słowacja).

Wybór Mehlhorna był zaskakujący, gdyż Heydrich nie darzył go sympatią – ich charaktery były całkowicie odmienne, a wcześniejsze konflikty doprowadziły nawet do odsunięcia Mehlhorna z SD. Mimo to, ze względu na jego znakomite umiejętności organizacyjne, Heydrich postanowił go zatrzymać. W Berlinie, pod jego przewodnictwem, odbyło się kilka narad, podczas których omawiano szczegóły przygotowań oraz przebiegu planowanych napadów dywersyjnych. 

### 8 sierpnia
Pierwsze spotkanie miało miejsce 8 sierpnia 1939 roku w centrali Głównego Urzędu Służby Bezpieczeństwa przy Wilhelmstrasse 102 w Berlinie. Ze strony Głównego Urzędu Policji Bezpieczeństwa i SD uczestniczyli w nim: sam Heydrich, jego adiutant – kapitan policji Kurt Pomme, ówczesny Oberführer SS Heinrich Müller – szef Gestapo, a ze Słowacji wezwany został Herbert Mehlhorn – rezydent rejencji opolskiej. Obecni byli również nieimienni oficerowie SS związani z Głównym Urzędem, odpowiedzialni za realizację zadań specjalnych, takich jak zdobycie pojazdów ciężarowych. Do udziału w naradzie zaproszono także wymienionych wcześniej komendantów szkół policji: Hellwiga i Trummlera i Rascha. 
Heydrich na miejscu podkreślił konieczność absolutnej tajemnicy i zakazał jakichkolwiek rozmów na temat omawianego planu poza kręgiem wtajemniczonych.  
W dalszej części konferencji poinformował zgromadzonych o rozkazie Führera dotyczącym upozorowanych incydentów na granicy niemiecko-polskiej. Przedstawił założenia operacji: miała ona polegać na upozorowanych atakach na niemieckie obiekty graniczne, które pozornie miały być dokonane przez Polaków. W rzeczywistości zadanie to miało zostać zrealizowane przez około 250 funkcjonariuszy SS, odpowiednio przeszkolonych i znających język polski . Poinformował, że planowana seria prowokacji będzie nosić kryptonim operacja „Tannenberg”. Wśród zgromadzonych jedynie Mehlhorn wyraził wątpliwości co do ryzyka historycznego (stwierdził, że operacja będzie stanowić dla Niemiec ogromne brzemię moralne) oraz faktu, że tego typu operacje tradycyjnie należały do kompetencji Wehrmachtu. Heydrich podkreślił jednak, że rozkaz Hitlera nie podlega dyskusji. Widząc jednak niechęć Mehlhorna do realizacji tego zadania, ograniczył jego rolę do nadzorowania oraz kontrolowania planów akcji „Stodoły” i „Byczyna” (określanej wówczas jako „akcja Kluczbork”). Sam Heydrich zachował pełne dowodzenie oraz bezpośrednie instruowanie wyznaczonych dowódców. Zdecydował się na utworzenie kompanii liczącej około 250 ludzi – wszyscy mieli być członkami SS w średnim wieku, posiadającymi doświadczenie wojskowe i znajomość języka polskiego. Za rekrutację odpowiedzialny był Hellwig. Do okręgów SS przy granicy ze Śląskiem wysłano polecenie pilnego znalezienia ochotników do „specjalnych zadań” wymagających znajomości języka i zwyczajów polskich. 
Reinhard Heydrich nie posiadał jeszcze w tym momencie konkretnych lokalizacji prowokacji. Wiadomo mu było jedynie, że operacja odbędzie się na obszarze Górnego Śląska. W celu sprecyzowania miejsca i celu prowokacji udał się do Opola, gdzie funkcję kierownika miejscowego Gestapo pełnił SS-Sturmbannführer dra Emanuel Schäfer. Schäfer, stary znajomy Heydricha, doskonale znał rejon pogranicza – wychował się tam i uczestniczył w walkach granicznych z lat 20. XX wieku, a ze względu na swoje wieloletnie doświadczenie w tym regionie uchodził on za jednego z najlepszych ekspertów od spraw śląskich.

### 9 sierpnia
8 sierpnia do szefa Gestapo w Opolu Emanuela Schäfera zadzwonił adjutant Reinharda Heydricha Hauptsturmführer Hans-Hendrik Neumann i poinformował żeby ten samotnie, w cywilnym ubraniu i bez informowania kogokolwiek udał się następnego dnia na lotnisko w Prudniku (Neustadt). Jak zaznaczono, sprawa miała charakter ściśle tajny i dotyczyła „państwowej wagi”. 9 sierpnia samolotem Junkers Ju 52 przylecieli Heydrich, Obersturmbannführer Otto Hellwig oraz Neumann. Wszyscy pojechali do hotelu Haus Oberschlesin, gdzie wieczorem tego samego dnia odbyła się szczegółowa dyskusja. 
Heydrich na początku powtórzył, że Führer potrzebuje pretekstu do rozpoczęcia wojny w celu rozwiązania kwestii granicy wschodniej. Następnie wyjaśnił, że Führer, Himmler i on sam ustalili plan polegający na upozorowanym ataku polskich oddziałów na terytorium Rzeszy. Rozważano dwie wersje operacji – jedną z udziałem kompanii żołnierzy, drugą z mniejszym oddziałem w sile plutonu. Dodatkowo planowano przeprowadzenie sfingowanego napadu na radiostację gliwicką oraz na przygraniczną leśniczówkę w pobliżu Olesna.  
Schäfer, któremu kilka miesięcy przed tym wydarzeniem, podporządkowano policję graniczną okręgu otrzymał polecenie by w chwili rozpoczęcia operacji wycofać tę formację z rejonów działań, tak aby nie doszło do starcia z nią lub komplikacji operacyjnych. 
Przed rozstaniem Heydrich zaznaczył, że jeszcze się z nim skontaktuje i że razem z Himmlerem osobiście zapoznają się z warunkami panującymi na Górnym Śląsku. 

### 10 sierpnia
Dzień później, po zakończeniu rozmów uczestnicy udali się na rekonesans. Schäfer oprowadzał Heydricha oraz jego współpracowników w rejon granicy państwowej, w celu rozpoznania miejsc potencjalnie nadających się do przeprowadzenia akcji zbrojnych. Po długich poszukiwaniach odnaleźli dwie lokalizacje odpowiadające planom Heydricha: niemiecki urząd celny pod wsią Stodoły, około 20 kilometrów na południe od Gliwic, przy głównej drodze do Raciborza, oraz samotną leśniczówkę w pobliżu miasteczka Byczyna, około 100 kilometrów na północny zachód od Gliwic. Z relacji Hellwiga wynika, że podczas wizyty w urzędzie celnym w Stodołach grupa została doprowadzona bezpośrednio na linię graniczną, gdzie odbyły się rozmowy z funkcjonariuszami celnymi. Wszyscy obecni nosili umundurowanie, co sprawiało, że byli doskonale widoczni z terytorium Polski. Taki sposób przeprowadzenia rozpoznania mógł sprawiać wrażenie, że ma ono związek z działaniami o charakterze poufnym lub niejawnej misji.
Wyprawa Heydricha na Górny Śląsk zainspirowała go do zaplanowania trzeciej prowokacji: ataku rzekomych „polskich rebeliantów” na niemiecką rozgłośnię radiową w Gliwicach celem nadania komunikatu o polskim powstaniu. Heydrich był przekonany, że taka prowokacja wywoła szeroki oddźwięk. Nadanie audycji w języku polskim z niemieckiego nadajnika, brutalnie opanowanego przez „polskich terrorystów”, miało dostarczyć światu „niepodważalnych dowodów” na polską agresję. Rozgłośnia radiowa znajdowała się przy Tarnowitzer Landstraße, na wzgórzu na północno-wschodnich obrzeżach miasta, pięć kilometrów od granicy z Polską. Jej 118-metrowa drewniana wieża antenowa była najbardziej charakterystycznym punktem topograficznym Gliwic. Był to nadajnik regionalny, nadający muzykę i audycje w języku niemieckim dla mieszkańców regionu.
Heydrich do zadania wybrał dowódców SD, którym szczególnie ufał. Wybór padł na SS-Sturmbannführera Alfreda Naujocksa, zasłużonego działacza partyjnego i specjalistę od sabotażu z personelu SD-Hauptamt. 10 sierpnia Heydrich wezwał go do siebie i poinformował o specjalnej misji, mającej być „operacją o najwyższym priorytecie” oraz o planach napaści na Polskę. Naujocks miał zebrać zespół pięciu–sześciu ludzi i udać się do Gliwic, gdzie mieli oczekiwać na zakodowany sygnał do rozpoczęcia ataku. Wydał mu polecenia zainscenizowania na granicy polsko-niemieckiej kilku incydentów. Pierwszym zadaniem było przebranie kilku niemieckich więźniów z długoletnimi wyrokami i ich zamordowanie. Ciała następnie należało rozrzucić wzdłuż polsko-niemieckiej granicy, w taki sposób, by wyglądało to na atak polskich żołnierzy na posterunki niemieckie. Naujocks udał się do Gliwic i czekał na rozkaz wkroczenia do akcji. Ten jednak nie następował. 

### 11 sierpnia
11 sierpnia 1939 roku Hitler spotkał się z profesorem Carlem Burckhardtem, Wysokim Komisarzem Ligi Narodów w Gdańsku. W trakcie rozmowy miał stwierdzić: Jeśli dojdzie do najmniejszej prowokacji, rozgniotę Polskę bez ostrzeżenia na tyle części, że nie będzie czego zbierać. Dodał również, że tam, gdzie wcześniej jego generałowie wahali się przed wojną, teraz musi ich powstrzymywać.
Tymczasem Heydrich zwołał kolejną naradę z czterema dowódcami operacji Tannenberg: Mehlhornem, Hellwigiem, Trummlerem i Raschem. Mehlhorn ponownie przedstawił swoje wątpliwości, najprawdopodobniej w formie pisemnej, lecz Heydrich natychmiast je uciął, oświadczając, że operacja to Führerbefehl (rozkaz Hitlera), i nie zamierza więcej słuchać sprzeciwów. Heydrich niezwłocznie przystąpił do wyznaczania dowódców odpowiedzialnych za poszczególne elementy operacji. Ogólną koordynację powierzono Mehlhornowi, który miał zorganizować swój punkt dowodzenia w siedzibie Gestapo Schäfera w Opolu. Dowództwo nad „polskimi napastnikami” atakującymi urząd celny w Stodołach powierzono Hellwigowi, natomiast Trummler miał kierować „obroną” tego punktu. Za „polski atak” na leśniczówkę w Byczynie odpowiedzialny był Rasch.
Oddziałom wyznaczonym do działań w Stodołach i Byczynie przypisano identyczne kryptonimy operacyjne: „Kleiner Auerhahn” („mały głuszec”) był sygnałem alarmowym wzywającym do gotowości; „Grosser Auerhahn” („duży głuszec”) oznaczał rozkaz zajęcia pozycji; natomiast komenda „Agathe” oznaczała rozpoczęcie ataku.

### 12 sierpnia
Hitler wyznaczył termin ataku na Polskę na 26 sierpnia, jednak 25 sierpnia termin ten przesunięto na 1 września na 4:30.

### 20 sierpnia
20 sierpnia Heydrich i Hellwig udali się drogą lotniczą na Górny Śląsk, dokonując ostatecznego rozpoznania terenu w okolicach Stodół. Tego samego dnia na lotnisku w Gliwicach wylądował Reichsführer-SS Himmler w towarzystwie szefa sztabu, SS-Gruppenführera Karla Wolffa, aby osobiście przeprowadzić inspekcję Stodół — miejsca, gdzie miała mieć miejsce najbardziej dramatyczna część operacji. Towarzyszyli im Heydrich oraz szef Gestapo z Opola — Schaefer. Ten ostatni wspominał później, że widział Himmlera kiwającego głową ze zrozumieniem podczas rozmowy z Heydrichem; stopień tajności przedsięwzięcia był tak wysoki, że polecono mu zwracać się do Himmlera nie po stopniu, lecz jako do „doktora”. 

### 22 sierpnia
22 sierpnia Hitler zwołał na Obersalzbergu najwyższe dowództwo sił zbrojnych i ogłosił swoje plany dotyczące inwazji na Polskę. Powiedział wówczas znamienne słowa: Dostarczę propagandowego powodu do wybuchu wojny, niezależnie od tego, czy będzie on przekonujący. Nikt później nie pyta zwycięzcy, czy mówił prawdę. Upewniony o neutralności Związku Radzieckiego oraz przekonany o słabości Zachodu, Hitler zdecydował, że operacja Fall Weiss rozpocznie się 26 sierpnia. Upozorowanie ataków miało być ostatnią możliwością zwiększenia dramaturgii na granicy polsko-niemieckiej przed rozpoczęciem wojny.

### 23 sierpnia
Po południu 23 sierpnia Hitler wydał rozkaz rozpoczęcia operacji „Fall Weiss” o godzinie 4:30 rano 26 sierpnia. Natychmiast Heydrich przesłał polecenia Naujocksowi w Gliwicach oraz Hellwigowi, Trummlerowi, Raschowi i Hoffmannowi w Bernau, nakazując im rozpoczęcie ostatecznych przygotowań do akcji. Tego wieczoru mężczyźni stacjonujący w szkole SD w Bernau uczcili nadchodzącą operację piwem i śpiewem. W przemówieniu do zebranych oficerów Hellwig oznajmił: „Przy tym stole tworzy się kawałek historii świata, towarzysze”.

### 24 sierpnia
O godzinie 5 rano 24 sierpnia, 350 ludzi z tzw. „oddziału samobójców” załadowano do 30 zamkniętych ciężarówek SS. Pojazdy przewoziły także wojskową kuchnię polową oraz zaopatrzenie. Żołnierze z oddziału Hellwiga mieli na sobie mundury Grenzpolizei, natomiast mundury i ekwipunek polski znajdowały się spakowane w pojazdach. Komandosi Rascha byli już przebrani w „zbójeckie stroje”, przeznaczone do akcji w Byczynie. Zabroniono im wyglądania przez okna oraz kontaktowania się z osobami spoza grupy.
Kolumna pokonała trasę 450 kilometrów, przejeżdżając przez Wrocław do Opola, gdzie nastąpił podział sił. Grupa Rascha, przeznaczona do ataku na leśniczówkę i licząca około 130 ludzi w dziesięciu ciężarówkach, ruszyła dalej 60 kilometrów na północny wschód, do Byczyny. Zatrzymali się w Gasthof Wyrwich, gospodzie rodzinnej położonej na obrzeżach miasteczka, z dużym dziedzińcem browarnianym otoczonym murem. Szeregowi i podoficerowie spali na strychach budynków gospodarczych, oficerowie zaś w pokojach gościnnych. Cały obiekt został odizolowany od otoczenia – zakazano wstępu gościom, a okiennice w restauracji były przez całą dobę zamknięte, by uniemożliwić wgląd z zewnątrz. Nikomu z SS nie wolno było opuszczać restauracji ani podwórza. Dopiero następnego ranka ujawniono cel misji – upozorowanie „polskiego ataku” na pobliską leśniczówkę. Część oficerów udała się na rekonesans miejsca przyszłej akcji.
Dwadzieścia ciężarówek z grupą Hellwiga, liczącą około 220 ludzi, pojechało 45 kilometrów na południowy wschód, do Sławęcic (wówczas był to niemiecki Ehrenforst), wioski oddalonej o około 30 kilometrów na północ od celu operacyjnego – Stodół. Grupa uderzeniowa przeznaczona do ataku na urząd celny w Stodołach została zakwaterowana w jednej z wiejskich gospód — Gasthof Bielitzer przy Hauptstrasse. Dawna gospoda Bielitzera z 1939 roku nie zachowała się. Żołnierze ulokowani zostali w sali gospody, natomiast oficerowie zatrzymali się w położonym po drugiej stronie drogi, w parku naprzeciwko, zamku, należącym do księcia Hohenlohe-Öhringen. Podobnie jak w Byczynie, cały obiekt został odcięty, a na wyjściach z gospody ustawiono straże. Wkrótce potem do wsi przybył także Trummler wraz z grupą kadetów Grenzpolizei ze swojej szkoły, którzy mieli odegrać rolę „niemieckich obrońców”.
Również celnicy i strażnicy graniczni w rejonie otrzymali rozkaz wstrzymania działalności na czas akcji. Personel posterunku celnego w Stodołach został zobowiązany do opuszczenia budynku, a rodziny mieszkające w pobliskim bloku ewakuowano na tyły. Pluton z miejscowej kompanii straży granicznej – Grenzwacht-Regiment 68, który właśnie objął pozycje w Stodołach – został odwołany. W Byczynie, które nie znajdowało się w pobliżu posterunku granicznego, patrol graniczny zaplanowano w taki sposób, by nie znajdował się w rejonie leśniczówki w czasie planowanego ataku.
Jeśli chodzi o leśniczego, bardzo prawdopodobne jest, że został poinformowany o planowanym „nalocie” na jego dom (był członkiem SS, więc Rasch zapewne uznał go za godnego zaufania). Leśniczy zadbał o to, by jego żona tej nocy przebywała u znajomych w miasteczku.

### 25 sierpnia
Po południu 25 sierpnia dowódcy jednostek uczestniczących w operacji „Tannenberg” otrzymali pierwszą wskazówkę o nadchodzącym ataku. Kurierzy motocyklowi dostarczyli im zapieczętowane koperty zawierające list z hasłem Kleiner Auerhahn – sygnałem do rozpoczęcia przygotowań. W liście zaznaczono również: „Grosser Auerhahn“ wahrscheinlich ab 14 Uhr zu erwarten („‘Grosser Auerhahn’ prawdopodobnie spodziewany od godz. 14:00”). Mehlhorn, pełniący funkcję głównego koordynatora i przebywający w swoim punkcie dowodzenia w Opolu, otrzymał polecenie od Heydricha, by przenieść się do drugiego stanowiska dowodzenia – Komendy Policji w Gliwicach – i tam oczekiwać dalszych rozkazów.
Drugie hasło – Grosser Auerhahn, oznaczające moment zajmowania wyznaczonych pozycji – nadeszło wieczorem. Zespoły Rascha w Byczynie i Naujocksa w Gliwicach były zakwaterowane w niewielkiej odległości od wyznaczonych celów, więc nie musiały pokonywać dużych odległości. Inaczej wyglądała sytuacja grup Trummlera i Hellwiga, których punkt startowy – Sławięcice – dzieliło jeszcze 30 kilometrów od docelowych Stodół. O godzinie 22:00 Hellwig wraz z podoficerami zebrał się w pałacu Ehrenforst, gdzie Trummler ogłosił, że mają być gotowi do wymarszu w ciągu pół godziny. Operacja „Hochlinden” i plan „Fall Weiß” zostały uruchomione.
Około godziny 4 rano uczestnicy akcji zajęli miejsca w pojazdach. Ludzie Trummlera, odgrywający rolę „niemieckich obrońców”, mieli już na sobie mundury straży granicznej. Grupa Hellwiga, wcielająca się w „polskich napastników”, była już przebrana w odpowiednie „zbójeckie” stroje (Freischärlerkostüm), natomiast 40 udających żołnierzy Wojska Polskiego miało polskie mundury spakowane w torbach załadowanych na pojazdy. Nie mogąc widzieć drogi, jechali dosłownie „po ciemku” w stronę granicy, w okolice Stodół. Po dotarciu na miejsce wartownik skierował ich ciężarówki z drogi do pobliskiego lasu. Trummler już tam był i wydał rozkaz, by jego ludzie przebrali się w polskie mundury.
Kiedy pojazdy zjeżdżały z drogi, ich pasażerowie zdążyli zauważyć stojące w szeregu – jeden za drugim – czarne mercedesy z zasłoniętymi firankami, zaparkowane przy drodze w kierunku Stodół. W rzeczywistości auta nie wiozły ani Hitlera, ani żadnego innego dygnitarza, lecz tzw. Konserwy – więźniów obozów koncentracyjnych, których ciała miały zostać pozostawione na miejscu upozorowanego ataku w polskich mundurach. Aby ułatwić manipulację ciałami, ofiary wcześniej odurzono do stanu półprzytomności przez lekarza osobistego Heydricha, doktora Strassburgera (za co później otrzymał Krzyż Żelazny za „zasługi” na granicy z Polską). Dostarczeniem „ładunku” osobiście zajął się szef Gestapo Heinrich Müller. 
Kolumna „polskich” napastników ruszyła pod wodzą Hellwiga, który był przebrany za kapitana Wojska Polskiego. Towarzyszył im Hoffmann, dyrektor szkoły SS w Bernau. W zupełnej ciszy, w całkowitych ciemnościach, przeszli przez las i dolinę Rudy, zatrzymując się w zaroślach około 500 metrów od polskiej placówki celnej. Równocześnie grupa Trummlera – „niemieccy obrońcy” – zajęła pozycje na północ od niemieckiego urzędu celnego.
Żaden z uczestników prowokacji nie był świadomy, że Hitler w międzyczasie odwołał atak. Już o 20:30, 25 sierpnia, Führer wstrzymał rozpoczęcie wojny. Zadecydowały o tym dwa wydarzenia: Wielka Brytania podpisała układ o wzajemnej pomocy z Polską, a Mussolini poinformował Hitlera, że nie może wesprzeć szerokiego konfliktu zbrojnego – jego siły były wyczerpane kampaniami w Etiopii i Hiszpanii.

### 26 sierpnia
W nocy w Stodołach, niemieckie oddziały SS przebrane w polskie mundury otworzyły ogień. Łącznik, który miał poinformować o przesunięciu ataku na Polskę, dotarł gdy oddział przedarł się już 200 metrów poza granicę. Za ten incydent odwołany ze swojego stanowiska został szef Gestapo Heinrich Müller, odpowiedzialność poniósł też szef oddziału Mehlhorn.

### 31 sierpnia
31 sierpnia 1939 roku Heydrich przekazał Naujucksowi zaszyfrowane hasło do rozpoczęcia akcji, które brzmiało "babcia umarła". Pomiędzy godziną 19 i 20 Naujocks przekazał swojemu oddziałowi informacje, że zostaną dostarczone zwłoki, lub nieprzytomna osoba. Oddział opuścił hotel bez dokumentów (na wypadek ewentualnego aresztowania) i w zniszczonych ubraniach. O godzinie 20 weszli do budynku radiostacji gliwickiej, gdzie skrępowali pracowników i zamknęli ich w piwnicy.

### 1 września
W swoim przemówieniu wygłoszonym 1 września 1939 roku w Reichstagu Hitler powołał się na sfingowane incydenty jako na dowód rzekomej agresji Polski, oświadczając, że mocarstwo niemieckie nie może dalej tolerować tych zajść, ponieważ świadczą one o tym, iż Polacy nie zamierzają respektować granic państwa niemieckiego. W jego opinii jedyną odpowiedzią na „gwałt” miało być „odwzajemnienie gwałtem”. Retoryka ta służyła budowie fałszywej narracji, wedle której III Rzesza przedstawiana była jako państwo dążące do zachowania pokoju, zmuszone do działania w obronie własnego bezpieczeństwa wobec domniemanej prowokacyjnej polityki Polski. Działania propagandowe Hitlera stanowiły integralną część planu wojny napastniczej, która rozpoczęła się kilka godzin później, atakiem na Wieluń i Westerplatte.

## Konserwy
Reinhard Heydrich oraz szef Gestapo Heinrich Müller opracowali dodatkowy element planowanej prowokacji. Postanowili pozostawiać na miejscu upozorowanych incydentów granicznych ciała zamordowanych więźniów obozów koncentracyjnych, ucharakteryzowanych na Polaków, co miało stanowić rzekomy dowód agresji ze strony II Rzeczypospolitej.
Pomysł ten został po raz pierwszy przedstawiony przez Müllera podczas narady 8 sierpnia, lecz większość uczestniczących w niej funkcjonariuszy SS uznała go za „niepraktyczny”. Mimo to Müller kontynuował przygotowania, mając świadomość, że obozy koncentracyjne częściowo podlegały jurysdykcji Gestapo, co umożliwiało mu łatwy dostęp do odpowiednich „kandydatów”. Osoby te miały być najpierw odurzone środkami farmakologicznymi, a następnie przewożone na miejsce inscenizacji, gdzie planowano je zabić strzałem. W dokumentach operacyjnych funkcjonariusze posługiwali się cynicznym kryptonimem Konserven („konserwy”), oznaczającym ofiary tej akcji.
Z przesłanek wynika, że Heydrich i Müller prowadzili przygotowania do tej części operacji oddzielnie od reszty planu. Choć informowali o niej innych podkomendnych, nie angażowali ich bezpośrednio, świadomi ich sprzeciwu lub dezaprobaty.
Około 20 sierpnia dwóch funkcjonariuszy Gestapo udało się do obozu koncentracyjnego Sachsenhausen, położonego około 30 kilometrów na północny zachód od Berlina. Wspólnie z członkami Politische Abteilung (wydziału politycznego SS, odpowiedzialnego za ewidencję i bezpieczeństwo) wybrano z akt 10–12 więźniów – zarówno politycznych, jak i kryminalnych. Wezwani do stawienia się przy bramie obozu zostali umieszczeni w celach izolacyjnych wewnętrznego więzienia.
Kilka dni później więźniowie zostali zakuci w kajdanki i przewiezieni czarnymi samochodami osobowymi. W dokumentacji obozowej odnotowano ich zniknięcie jedynie wzmianką Aktion Konservendose („Akcja Puszka Konserwowa”). Część ofiar przewieziono bezpośrednio do więzienia Gestapo we Wrocławiu (Breslau), gdzie osadzono je w celach izolacyjnych. Pozostałych początkowo umieszczono w piwnicach centrali Gestapo przy Prinz-Albrecht-Straße 8 w Berlinie, skąd również trafili do więzienia we Wrocławiu.

## Przygotowania
Rekrutacja personelu przeznaczonego do operacji odbywała się za pośrednictwem telegramów mobilizacyjnych wysyłanych przez Gestapo, policję lub Sicherheitsdienst, nakazujących stawienie się do służby w SD-Hauptamt w Berlinie. Nie udzielano żadnych dalszych wyjaśnień.
Zgromadzenie i szkolenie sił odbywało się w Reichsführerschule (niem., dosł. „Szkoła Reichsführera”) – centralnej szkole dowódczej SS zlokalizowanej w Bernau koło Berlina, będącej ośrodkiem szkoleniowym Sicherheitsdienst położonym w lesie około 25 kilometrów na północny wschód od Berlina. Dyrektorem placówki był SS-Sturmbannführer Karl Hoffmann, dawny nauczyciel szermierki Heydricha, który osobiście wybrał to miejsce jako ośrodek przygotowań do operacji. W połowie sierpnia Hellwig i Trummler złożyli niezapowiedzianą wizytę w szkole, dokonując inspekcji budynku i jego otoczenia. Następnego dnia adiutant Heydricha poinformował Hoffmanna telefonicznie, że jego szkoła zostanie wykorzystana jako ośrodek treningowy dla tajnej operacji SS, w której udział miało wziąć od 120 do 250 ludzi, a jego obowiązkiem będzie ich zakwaterowanie.
Pierwsi rekruci przybyli do Bernau 16 sierpnia, przewiezieni w zamkniętych ciężarówkach. Ich liczba szybko wzrosła do około 364. Nakazano im zerwanie wszelkich kontaktów z III Rzeszą. Wszyscy musieli podpisać zobowiązanie do zachowania tajemnicy pod groźbą kary śmierci i represji wobec rodzin. Nie mogli posiadać żadnych przedmiotów osobistych. Korespondencja podlegała cenzurze, a jedynym dozwolonym adresem nadawczym była firma Potter & Mühl w Berlin.
Mężczyźni zostali podzieleni na trzy plutony i przez resztę pobytu ćwiczyli musztrę wojskową. Z uwagi na bliskość autostrady i drogi wiejskiej, początkowe treningi odbywały się w sali gimnastycznej szkoły. Po dostarczeniu mundurów w kolorze szaro-zielonym, typowych dla niemieckiej straży granicznej, szkolenia przeniesiono na zewnątrz.
19 sierpnia do szkoły dotarły dwie ciężarówki z ładunkiem 150 polskich mundurów i wyposażenia dostarczonego przez Canarisa. Około 40 ludzi otrzymało torby zawierające mundury, oporządzenie i karabinki piechoty Wojska Polskiego z okresu I wojny światowej. Z rozkazu Trummlera nadano im fryzury typowe dla polskiej armii, a niektórzy oficerowie i podoficerowie zapuścili brody i wąsy, zgodnie z modą panującą w Wojsku Polskim. Kilku rekrutów miało za sobą służbę w polskiej armii i zostali oni wykorzystani do szkolenia pozostałych według polskiego regulaminu wojskowego.
Pozostali mężczyźni, którzy mieli występować w roli „polskich powstańców”, otrzymali tzw. Räuberzivil (cywilne „ubrania bandyckie”) — czarne spodnie z wysokimi cholewami oraz typowe polskie kurtki i czapki. Do kieszeni wkładano im polskie papierosy, zapałki, listy i rachunki, mające poświadczać ich „polskie pochodzenie”. Cała grupa spędzała wieczory na próbach i śpiewaniu polskich pieśni. Nikt z uczestników nie znał rzeczywistego celu misji, ale uświadamiano im, że będzie ona najwyższej rangi. Sami określali się mianem Himmelfahrtskommando („oddziału samobójców”).
Podczas jednego z wieczorów towarzyskich w szkolnej kantynie, Hellwig zapytał dyrektora szkoły Hoffmanna, czy nie chciałby wziąć udziału w nadchodzącej operacji. Hoffmann wyraził zgodę, a Hellwig wkrótce uzyskał odpowiednie zezwolenie od Heydricha na jego udział.

## Następstwa polityczne
W przemówieniu wygłoszonym 1 września 1939 roku w Reichstagu Hitler, fałszywie twierdził, że regularni polscy żołnierze zaatakowali niemieckie terytorium. W swoim przemówieniu przywołał czternaście rzekomych incydentów na granicy polsko-niemieckiej, które miały się wydarzyć poprzedniej nocy, w tym trzy szczególnie poważne, nie wskazując konkretnie na Gliwice. Mimo tych oskarżeń, niemieckie władze nie przedstawiły żadnych wiarygodnych materiałów dowodowych potwierdzających udział strony polskiej. Nie dokonano także identyfikacji osoby, której ciało pozostawiono na miejscu zdarzenia jako rzekomego sprawcę ataku.
Oficjalni przedstawiciele III Rzeszy, w tym Adolf Hitler i Joachim von Ribbentrop, konsekwentnie unikali bezpośrednich odniesień do incydentu gliwickiego w wystąpieniach publicznych. Jedynym wysokim funkcjonariuszem, który prywatnie wspomniał o rzekomym ataku Polaków na radiostację, był Hermann Göring, który w rozmowie z szwedzkim przemysłowcem Birgerem Dahlerusem wskazał incydent gliwicki oraz wysadzenie mostu pod Tczewem jako przyczyny wybuchu wojny.
Te spreparowane prowokacje stanowiły punkt wyjścia dla kolejnych działań wojennych.

## Wykorzystanie prowokacji w prasie
Prasa niemiecka natychmiast wykorzystała sfingowane incydenty graniczne w celach propagandowych, zgodnych z interesem władz III Rzeszy. 1 września 1939 roku, na łamach „Völkischer Beobachter”, oficjalnego organu NSDAP, pojawiły się informacje o rzekomych polskich powstańcach i członkach „polskiego korpusu ochotniczego powstańców górnośląskich”. Nie przedstawiono jednak żadnych dowodów na potwierdzenie tych doniesień – ani zdjęć, ani nazwisk. W relacjach medialnych przedstawiano rzekome ataki jako działania zbrojne przeprowadzane przez „polskich powstańców”, mające stanowić początek szerszej ofensywy przeciwko Niemcom. Media ograniczyły się jedynie do potępienia „polskich prowokacji” i wskazania na radiostację w Gliwicach oraz urząd celny w Stodołach w powiecie raciborskim oraz leśniczówkę w pobliżu Byczyny (powiat kluczborski) jako miejscowości związane z rzekomymi zdarzeniami. Szczególną uwagę mediów nazistowskich skupiała rzekoma napaść na gliwicką radiostację. W kolejnych dniach informowano, że napad na radiostację w Gliwicach miał być wspierany przez żołnierzy regularnych Sił Zbrojnych Rzeczypospolitej Polskiej.

## Odkrywanie prawdy
Po zakończeniu drugiej wojny światowej i upadku Niemiec hitlerowskich, Międzynarodowy Trybunał Wojskowy w Norymberdze oskarżył Służbę Bezpieczeństwa (SD) o bezpośrednią odpowiedzialność za przeprowadzenie prowokacji gliwickiej. Dotychczasowy stan wiedzy na temat operacji Himmler opiera się na analizie dostępnych materiałów archiwalnych, zeznań świadków, wspomnień oraz opracowań historycznych opracowanych przez wieli autorów. Umożliwiły one odtworzenie głównych faktów i mechanizmów stojących za przeprowadzoną prowokacją.
W trakcie dziewiątego i dziesiątego dnia procesu norymberskiego przed Międzynarodowym Trybunałem Wojskowym zeznania złożył były generał major Erwin von Lahousen, oficer Abwehry, pracujący w jej wydziale odpowiedzialnym za działania zagraniczne (Abteilung Ausland). Przesłuchiwał go pułkownik John Amen, reprezentujący oskarżycieli ze strony Stanów Zjednoczonych. Na pytanie dotyczące ewentualnego zaangażowania Wehrmachtu w działania dywersyjne poprzedzające planowaną agresję na Polskę, Lahousen udzielił odpowiedzi twierdzącej. Wskazał przy tym kryptonim operacji mającej zostać przeprowadzoną bezpośrednio przed rozpoczęciem działań wojennych – „Unternehmen Himmler”. Świadek zeznał również, że w połowie sierpnia 1939 roku zarówno kierowana przez niego sekcja II wywiadu wojskowego, jak i sekcja I, podlegająca pułkownikowi Piepenbrockowi, otrzymały rozkaz zabezpieczenia polskich mundurów wojskowych wraz z wyposażeniem oraz odpowiednich dokumentów identyfikacyjnych.